# 外蒙古獨立公民投票

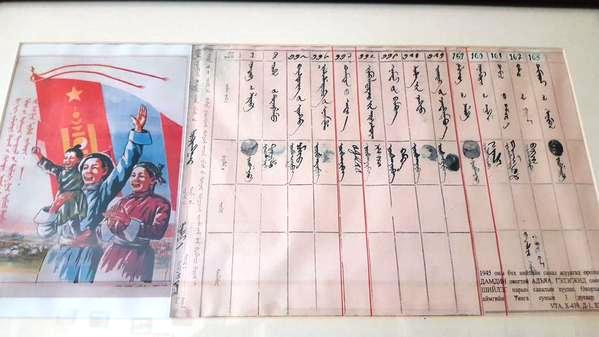
投票期间的宣传和票面

外蒙古獨立公民投票是依照《中蘇友好同盟條約》換文之規定，而在1945年10月20日於外蒙古（不包括並入蘇聯的圖瓦自治州）所舉行的一次公投，投票内容是外蒙古居民“是否同意蒙古人民共和国成为一个独立的国家”。中華民國國民政府特派內政部次長雷法章率領蒙藏委員會、外交部、軍政部等代表，於10月18日由重慶經北平，乘機飛抵庫倫（今烏蘭巴托）觀察投票情形。
投票日當天由蒙古人民共和國的所有18個行政区（包括原外喀爾喀四部、科布多和達里岡厓）所有滿18歲以上不分性別的公民、以戶為單位進行投票。採用的是記名投票，在「贊成」和「反對」的兩個選項欄中劃線。投票工作於10月20日午夜完成。原附屬於外蒙古的唐努烏梁海此前已独立为图瓦人民共和国，并于1944年加入蘇聯。

## 結果
10月24日，由蒙古中央選舉委員會副主席蓋倫柴勃發表的開票結果為：「全共和國之合法公民數共有494,074人參與投票，贊成獨立者佔全體的97%，其餘為棄權，沒有人投反對票」。具體結果如下：
| 選項               | 票數    | %      |
| ------------------ | ------- | ------ |
| 支持               | 487,409 | 97.00  |
| 反對               | 0       | 0      |
| 無效或空白票       | -       | 3.00   |
| 總票數             | 487,409 | 100.00 |
| 已登記選民及投票率 | 494,960 | 98.47  |

## 後續
中華民國政府於1946年1月公告表示接受公投結果，承認外蒙古獨立。蒙古人民共和国副总理苏伦扎布率领代表团于1946年2月到重庆国民政府访问，蒙古人民共和國之主權獨立地位就此確立並逐漸獲得國際承認。
1945年10月，國民政府「參觀」外蒙公民投票之代表雷法章在事後的報告書中稱：「我抵達庫倫....與外蒙古國務總理兼外交部長兼大元帥喬巴山晤談多次....喬巴山曾經在正式投票前很自信的對我說：『至少有百分之九十以上的公民投贊成票』。結果不出所料，足見他們組織嚴密，控制徹底了。」他認為，外蒙當局當時已受到蘇聯在軍事、政治、經濟上的控制，在軍政文化機關，多有蘇聯人員在內工作，且在投票所、教育機關也可見到蘇聯方面高級人員參與。且在經濟方面，多仰賴蘇聯方面給予資助，故其資源物資來源已受蘇聯遙控。而在投票所的公民投票，雖稱爲外蒙人民重向世界表示獨立行動，實則在政府人員監督之下，以公開之簽字方式表示贊成與否，人民實難表示自由之意志。
2015年蒙古國國家大呼拉爾主席贊達呼·恩赫包勒德在紀念全民公投70週年科學會議上表示，1945年的全民公投是蒙古國首次民主投票，對國家獨立有重要的歷史意義。